# Llista de Creus de Sant Jordi/2019/Entitats

#### Entitats
Informació actualitzada per un bot. Els canvis manuals es perdran quan s'actualitzi!
| Entitat                                                     | Wikidata  | Descripció                                                                                              | Imatge |
| ----------------------------------------------------------- | --------- | --- | ------ |
| Facultat de Nàutica de Barcelona                            | Q3661489  | |        |
| La Trinca                                                   | Q4895526  | grup de música català                                                                                   |        |
| El Tempir                                                   | Q11918603 | |        |
| Federació Catalana d'Entitats Corals                        | Q11921646 | |        |
| Casal Catòlic de Sant Andreu de Palomar                     | Q20104640 | |        |
| Federació de Moviments de Renovació Pedagògica de Catalunya | Q20108090 | Agrupació catalana d'associacions de professorat que volen impulsar la innovació i la millora educativa |        |
| Ateneu de Tàrrega                                           | Q28471629 | edifici de Tàrrega                                                                                      |        |
| Escola Universitària d'Infermeria i Teràpia Ocupacional     | Q52813001 | centre adscrit a la UAB                                                                                 |        |
| Fundació Aspronis                                           | Q63396664 | entitat                                                                                                 |        |
| Fundació Ared                                               | Q63412896 | |        |
| Fundació Altem                                              | Q63413172 | |        |
| Museu Etnogràfic Vallhonrat                                 | Q63413301 | |        |
| Coral Capella de Santa Maria de Ripoll                      | Q63413628 | coral creada el 1893 a Ripoll                                                                           |        |
| Fundació Privada Família i Benestar Social                  | Q63413631 | |        |
| Fundació Carles Salvador                                    | Q63413635 | |        |